# 로만 바이덴펠러
로만 바이덴펠러(Roman Weidenfeller, 1980년 8월 6일 ~ )는 독일의 은퇴한 축구 선수로 현재 보루시아 도르트문트 마케팅 직원으로 근무 중이며 보루시아 도르트문트의 프랜차이즈 스타이자 핵심 골키퍼로 명성을 떨쳤다.

## 어린 시절
1980년 독일 디츠안데어란에서 태어나 1985년부터 1998년까지 스포르트프로인트 아이스바흐탈과 FC 카이저슬라우테른 유스팀에서 활동했다.

## 클럽 경력

### FC 카이저슬라우테른
유스팀 시절 2년간 40경기에 출전한 후 1군으로 올라왔지만 1군에서의 출전 횟수는 2시즌동안 공식전 8경기 출전에 그쳤고 2군에서는 3시즌동안 51경기에 출전했다.

### 보루시아 도르트문트
2002-03 시즌을 앞두고 분데스리가의 명문 보루시아 도르트문트로 이적한 후 첫 시즌에는 부상 등의 악재가 겹치면서 결국 그대로 시즌을 마감했지만 팀의 본래 주전 골키퍼였던 옌스 레만이 2002-03 시즌 이후 잉글랜드 프리미어리그 아스널 FC로 이적하면서 주전 자리를 꿰찼다.
그 후 2017-18 시즌을 끝으로 은퇴할 때까지 공식전 453경기 510실점 148번의 클린시트를 작성하며 리그 2연속 우승(2010-11, 2011-12) 및 3회 준우승(2012-13, 2013-14, 2015-16) 그리고 2번의 리그 3위(2002-03, 분데스리가 2016-17), DFB-포칼 2회 우승(2011-12, 2016-17) 및 4회 준우승(2007-08, 2013-14, 2014-15, 2015-16), DFB-리가포칼 2003 준우승, DFL-슈퍼컵 1회 우승(2014) 및 4회 준우승(2011, 2012, 2016, 2017), 2012-13년 UEFA 챔피언스리그 준우승 등의 성과에 기여했다.

## 국가대표팀 경력

### 독일 청소년 대표팀
1997년부터 2001년까지 4년동안 독일 연령별 대표팀 14경기를 뛰었고 특히 독일 U-17 대표팀 소속으로 출전한 1997년 FIFA U-17 월드컵에서 독일의 4강 진출을 이끌었고 비록 브라질과의 4강전과 스페인과의 3·4위전에서 6골을 내주며 무너졌지만 이 대회 최우수 골키퍼에 선정되면서 FC 카이저슬라우테른 유스팀에 입단한 계기를 만들었다.

### 독일 A대표팀
2012-13 시즌에서의 엄청난 활약을 바탕으로 2013년 1월 19일 열린 잉글랜드와의 친선 경기를 앞두고 마누엘 노이어와 필립 람 등 주축 선수들이 결장하면서 생애 첫 국가대표팀 승선에 성공했고 이날 잉글랜드와의 친선 경기에서 국제 A매치 데뷔전을 치르자마자 클린시트를 기록하며 팀의 1-0 승리를 지켜냈다.
그 후 2014년 FIFA 월드컵 본선을 앞두고 열린 카메룬, 아르메니아와의 친선 2연전에도 선발로 출전했고 그 후 2014년 FIFA 월드컵 본선 엔트리에 합류하여 비록 팀의 주전 골키퍼인 노이어에 밀려 단 1경기도 출전하지 못했으나 개인 국가대표팀 커리어 첫 우승 트로피를 들어올렸다.
이후 2014년 FIFA 월드컵 결승전 상대였던 아르헨티나와의 친선 경기에 출전한 뒤 UEFA 유로 2016 예선 명단에도 꾸준히 이름을 올렸으나 노이어에 밀려 번번이 출전이 무산되었고 최약체 지브롤터와의 UEFA 유로 2016 예선 D조 6차전 원정 경기에 선발로 출전해 풀타임을 소화했으며 이 경기를 끝으로 국가대표팀 은퇴를 선언했다.

## 수상 경력

### 클럽
보루시아 도르트문트
- UEFA 챔피언스리그

준우승: 2012–13
- 분데스리가

우승: 2010-11, 2011-12
- DFB 포칼

우승: 2011-12
- 독일 슈퍼컵

우승: 2008, 2013
준우승: 2011, 2012